# Centropomus
Els llobarros (família Centropomidae amb l'únic gènere Centropomus) són un grup de peixos marins i d'aigua dolça inclosos en l'ordre Perciformes. Es distribueixen per rius de tota Amèrica i per l'oceà Atlàntic.
Morfològicament s'assemblen a les perques, amb perfill de boca còncava, amb una llargària màxima descrita d'1,4 m. Aleta dorsal dividida en dos, amb 7 a 8 espines a la primera meitat i 1 espina i 8 a 11 radis tous a la segona, mentre que l'aleta anal té 3 espines i de 6 a 9 raid tous.
Són una important font d'alimentació.
Apareixen per primera vegada al registre fòssil al Cretaci superior.

## Gèneres i espècies
Família que ha canviat de dimensions recentment, ja que els gèneres Hypopterus, Lates i Psammoperca que tradicionalment s'incloíen aquí ara es classifiquen en una nova família anomenada Latidae. Així els Centropomidae resten amb un sol gènere amb 12 espècies:
- Gènere Centropomus (Lacepède, 1802)
  - Centropomus armatus (Gill, 1863) - Llobarro espina llarga.
  - Centropomus ensiferus (Poey, 1860) - Llobarro d'esperó o Llobarro espinós.
  - Centropomus medius (Günther, 1864) - Llobarro aleta prieta.
  - Centropomus mexicanus (Bocourt, 1868) - Llobarro gros.
  - Centropomus nigrescens (Günther, 1864) - Llobarro negre o Llobarro prieto.
  - Centropomus parallelus (Poey, 1860) - Llobarret
  - Centropomus pectinatus (Poey, 1860) - Constantí
  - Centropomus poeyi (Chávez, 1961) - Llobarro prieto.
  - Centropomus robalito (Jordan i Gilbert, 1882) - Constantí o Llobarro d'aleta groga.
  - Centropomus undecimalis (Bloch, 1792) - Llobarro comú o Llobarro blanc.
  - Centropomus unionensis (Bocourt, 1868) - Llobarro serrà.
  - Centropomus viridis (Lockington, 1877) - Llobarro platejat.